# Syringamminidae
Syringamminidae es una familia de xenofioforos del orden Psamminida de la clase Xenophyophorea o filo Xenophyophora. Su rango cronoestratigráfico abarca el Holoceno.

## Discusión
Algunas clasificaciones han incluido Psamminidae en el suborden Astrorhizina del orden Astrorhizida, al rebajar a los xenofióforos a la categoría de superfamilia (superfamilia Xenophyophoroidea) y relacionarlos con este grupo de foraminíferos.

## Clasificación
Syringamminidae incluye a los siguientes géneros:
- Aschemonella
- Occultammina
- Syringammina